# خطوط هوایی صافی
خطوط هوایی صافی انگلیسی: Safi Airways Co. یک شرکت هواپیمایی بین‌المللی افغانی می‌باشد که در سال ۱۳۸۴ خورشیدی به دست آقای عبدالقدوس صافی، یک بازرگان اهل افغانستان بنیانگذاری شد. دفتر مرکزی این شرکت هواپیمایی خصوصی در شهر نو، کابل افغانستان، و دفتر اجرایی آن نیز در منطقۀ دیره در شهر دبی امارات متحدۀ عربی قرار دارد.

## تاریخچه و ناوگان
ناوگان خطوط هوایی صافی هم‌اکنون هواپیماهای ایرباس آ-۳۲۰، ایرباس آ-۳۴۰ و بوئینگ ۷۴۷-۲۰۰ER را در اختیار دارد. تیم اجرایی این خطوط هوایی از تیم‌های اجرایی‌ای از آلمان و بلژیک تشکیل شده‌است، همچنین کارکنان پروازی از کشورهای اروپایی و آمریکای شمالی در این شرکت هواپیمایی کار می‌کنند.
به‌عنوان نخستین شرکت هواپیمایی خصوصی در تاریخ هوانوردی افغانستان، خطوط هوایی صافی با قواعد سازمان بین‌المللی هوانوردی غیرنظامی (ICAO) برای خطوط هواپیمایی دوباره برنامه‌ریزی شده‌است. در بازرسی انجام شده توسط بازرسان سازمان بین‌المللی غیرنظامی در تمام خطوط هوایی افغانستان، خطوط هوایی صافی به عنوان نخستین شرکت هوایی افغانستان مجوز عضویت در سازمان ایکائو را بدست آورد.

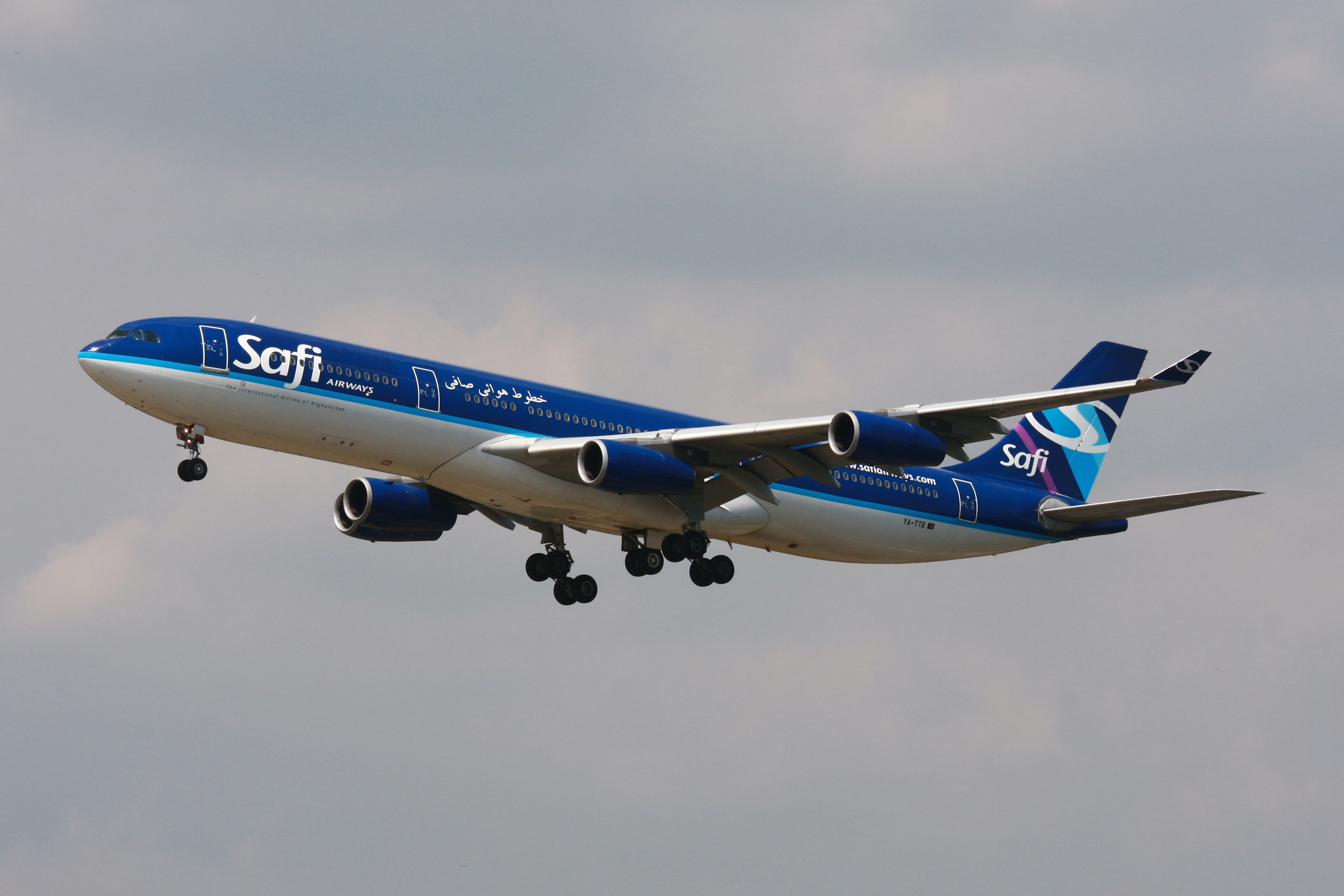
یک ایرباس آ-۳۴۰ خطوط هوایی صافی در حال فرود در فرودگاه فرانکفورت آلمان (۲۰۱۰).

سازمان بین‌المللی هوانوردی غیرنظامی، ایکائو

پروازهای این شرکت به دبی، دو بار در روز زمان‌بندی شده‌است و دسترسی بیشتر مسافران اروپایی، آسیایی و آمریکای شمالی را به فرودگاه کابل فراهم آورده است، در ۱۵ ژوئن ۲۰۰۹م (۲۵ خرداد ۱۳۸۸ه‍.خ) خطوط هوایی صافی نخستین خط هوایی بدون ایست میان‌راهی را میان کابل و فرانکفورت آلمان باز نمود.
هر دوشنبه، چهارشنبه و جمعه خطوط هوایی صافی از هواپیمای بوئینگ ۷۴۷-۲۰۰ER برای پرواز مستقیم به فرانکفورت آلمان استفاده می‌کند، که در هنگام عصر آن روز برای انتقال بیشتر مسافران اروپایی این شرکت به فرودگاه فرانکفورت می‌رسد.
البته که این شرکت هوایی برای فعلاً به‌خاطر بدهی‌های میلیاردی متوقف و از فعالیت باز افتاده است که این کار یک ضربۀ بزرگ بر پیکرۀ شرکت صافی وارد کرده است.